# 罗森贝格 (奥斯特阿尔布县)
罗森贝格是德国巴登-符腾堡州的一个市镇。总面积41.02平方公里，总人口2594人，其中男性1353人，女性1241人（2011年12月31日），人口密度63人/平方公里。